# Sharon la Hechicera
Edith Rosario Bermeo Cisneros ( Guayaquil, 28 de marzo de 1974 - San Pablo, 4 de enero de 2015), conocida artísticamente como Sharon La Hechicera, fue una cantante, actriz y empresaria ecuatoriana, conocida por su carrera musical de tecnocumbia y por imponer el estilo de vestimenta en los grupos de dicho género.
Sharon logró internacionalizar su carrera artística y se convirtió en un icono de la cultura popular ecuatoriana a través de giras musicales a nivel nacional e internacional.
Entre sus seguidores contó con comunidades de fanáticos ecuatorianos que residen principalmente en España y otros países.
A lo largo de su trayectoria grabó cinco álbumes musicales.
En el año 2018, Ecuavisa emite una novela biográfica sobre su vida.

## Biografía

### Primeros años y estudios
Sharon nació como Edith Rosario Bermeo Cisneros el 28 de marzo de 1974, en Guayaquil, Ecuador.
Desde su infancia vivió en Durán y su familia la llamaba Charo o Charito, poco después ella misma se aumentó la letra "n" a su nombre con el que se hizo llamar Sharon Bermeo, en alusión al nombre de la actriz estadounidense Sharon Stone, sin embargo su nombre artístico tuvo más acogida cuando decidió llamarse Sharon la Hechicera, en alusión a su serie favorita Hechizada.
Desde los ocho años de edad se inclinó por la música, ganando el primer lugar de un festival interescolar con la canción de fox incaico La Canción de Los Andes.
También fue seleccionada del equipo de mini-básquet del Guayas como jugadora titular del Club Sport Emelec.
Sharon estudió en la Facultad de Comunicación Social de la Universidad Estatal de Guayaquil para Licenciada en Ciencias de la Comunicación durante cinco años mientras realizaba todo tipo de trabajos como asistente de párvulos o vendiendo morocho.

### Carrera artística

#### Música
Durante sus estudios universitarios estuvo idealizando una carrera artística como Sharon la Hechicera, pese a que su mamá evitaba que le hable del tema, y con los ahorros de los trabajos que realizó grabó en 1998 su primer disco denominado Corazón valiente.
Primero se inició como cantante miembro de la orquesta Los Hechiceros, y más tarde continuó como solista.
Sharon fue una de las pioneras del género musical tecnocumbia e impuso el estilo de la vestimenta del género, utilizando faldas cortas y botas altas, fórmula que sería utilizada por todos los grupos de tecnocumbia a nivel nacional e internacional.
En sus producciones y presentaciones artísticas siempre mostró una faceta sensual para poder llamar la atención del público, lo que le sirvió de mucho en su carrera artística.
Sharon fue siempre anticipada a los lanzamientos. Creó varias agrupaciones musicales. Siempre con la misma estrategia y elección de los temas. 
En el Perú, Argentina y México ya existían artistas con proyección internacional. Sharon con habilidad empresarial grababa esos temas exitosos y los convertía en hits en todo el Ecuador, que permitió realizar una gira en Perú.
Cuando se reúnen con el cantante y empresario de la música Pedro Francisco, ella le propone formar parte de una agrupación que estaba en proceso de lanzamiento. El grupo se llamaría La Farra. Y meses después tuvieron graves problemas a raíz de aquella infructuosa reunión.
En 2003 lanzó el disco Hechizo latino, grabado en Argentina, con los temas de la telenovela La hechicera, bajo el sello discográfico Leader Music.
En 2005 lanzó su disco Ragga con La Hechicera, como la primera mujer solista de reguetón en el país, además creó y dirigió el grupo de tecnocumbia Leche y Chocolate.
En 2010 lanzó su sencillo Poco a poco.
En 2012 lanzó su álbum Corazón herido, con doce temas como «Corazón herido», «Dolencias», «Sin esperanzas» y «Que nadie sepa mi sufrir».

#### Televisión

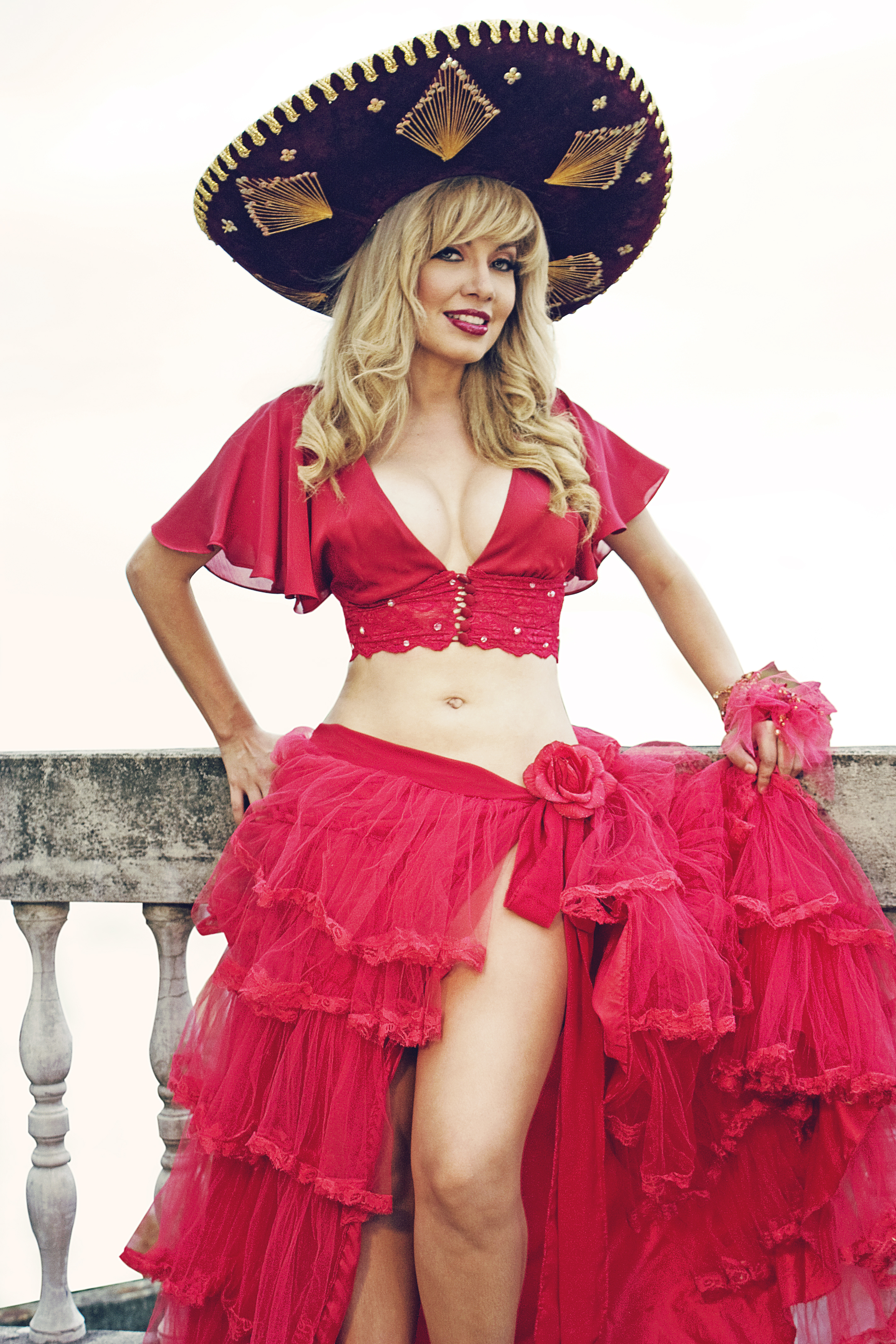
Sharon La Hechicera en 2010.

Sus inicios en la televisión fueron en Ecuavisa, donde participó en los dramatizados de De la vida real y en TC Televisión donde coanimó el programa No culpes a la playa.
Escribió y protagonizó en 2003 la telenovela de TC Televisión, La hechicera, la cual rompió récord de sintonía en el país, donde interpretó a Ziaré de Fátima, una chica que quiere ser cantante y que trata de buscar a un hombre que se libre de los malos hechizos.
Fue parte del elenco junto a Bernie Paz, José Luis Terán, Maricela Gómez, Omar Naranjo, Ricardo González y Aníbal Páez.
En abril de 2005 Sharon condujo un programa en Ecuavisa llamado Sharon y los especialistas, sin embargo renunció al mismo por cuestiones de tiempo en septiembre del mismo año, por lo que el programa pasó a llamarse Los especialistas.
Compartió el programa con Jimmy Michael, Medardo, Johnny Shapiro y nuevamente con Maricela Gómez, e interpretó el papel protagónico del sketch «Dora, la vulcanizadora», que era parte del espacio, donde actuó junto a Martín Calle y Lucho Aguirre, quien también fue el director del espacio.
En 2006 Sharon logró tener un programa propio en TC Televisión, llamado El sabatón de Sharon.
Formó parte del elenco de la segunda temporada de la serie de Teleamazonas, Superespías, en 2007, junto al primer actor Eduardo 'Mosquito' Mosquera y Danilo Esteves, donde interpretó a la agente Soyla.
En 2008 fue parte del elenco del programa cómico El gabinete de TC Televisión interpretando a Meche, junto a los primeros actores Santiago Naranjo y Prisca Bustamante, además de Maricela Gómez y Daniela Vallejo.
Desde 2010 fue la relacionista pública del entonces inaugurado Canela TV.
A finales de 2012 formó parte del programa Detective de famosos de Canela TV.
Mientras conducía Detectives de famosos, a inicios de 2013, también integró el reality conducido por Carolina Jaume, Baila la noche de Canal Uno, donde interpretó al personaje de La Diva con el rol de jurado.
Durante ese año, dejó el programa Detective de famosos pocos meses después para formar parte de Wena Onda de Canal Uno, junto a Tony Corral, el cual sería reemplazo del programa concurso A toda máquina, por decisión del gerente general Jorge Kronfle, donde presentó música, obras sociales y concursos.
Su última aparición en televisión fue en el programa Calentando el show en 2014, transmitido de lunes a viernes por Canal Uno, el cual condujo junto a Gustavo Navarro.

## Popularidad y prensa
Fue elegida como la mujer más deseada del Ecuador en los años 2001 y 2002, por la revista Vistazo y el programa La Televisión de Ecuavisa, mediante unas encuestas a nivel nacional realizadas por Cedatos. El 19 de enero de 2002, el diario El Universo publicó un reportaje acerca de los personajes que el medio consideraba más queridos del Ecuador en aquella época, siendo ubicada en el tercer puesto, tras el expresidente León Febres Cordero y el cantante Julio Jaramillo.
En 2002 lanzó su primera colección de ropa íntima, iniciando así su carrera como empresaria, y también fue imagen de cuatro calendarios con récords de ventas, los cuales fueron Sharon La Tentación del Milenio en 1999, Sharon Acaríciame 2001, Sharon Hechizo Latino 2003 y Hechicera 2005.
Fue editora de la columna de farándula de diario PP El Verdadero desde 2010, en una sección llamada La Diva.

## Controversias
Sharon siempre afirmó que su cuerpo era totalmente natural ―sin cirugías estéticas― debido a comentarios contrarios a lo largo de su carrera artística. En 2009 dio una rueda de prensa para indicar que por primera vez se intervendría quirúrgicamente mediante una cirugía plástica, para aumentarse los senos y corregir la estética de sus orejas, a la vez que se quitó los rellenos de su sostén para mostrar el tamaño real de sus senos frente a las cámaras.
En 2008, durante una presentación que realizó en España para los migrantes ecuatorianos, Sharon no se percató que no contaba con uno de sus bailarines detrás de ella para sostenerla luego de que dejara caer su cuerpo, por lo que cayó al piso del escenario, siendo esta una de las anécdotas que más se recuerdan de la cantante.
Durante una presentación en 2012, en Atacames (provincia de Esmeraldas), apenas Sharon dijo: «Buenas tardes, Atacames» y tocó el micrófono, sufrió una descarga eléctrica que la tumbó al piso. Ella fue trasladada al Hospital Naval de la ciudad. El sitio de la presentación quedó sin servicio eléctrico durante cinco minutos.

## Vida privada
Sharon tuvo una hija de su primer compromiso con Eduardo Grey, a la cual nombró Samantha Grey debido a su serie favorita Hechizada.
Se casó por primera vez con su segundo compromiso pero se separó a los dos días de casada.
Sharon mantuvo una relación en secreto con el empresario Pedro Francisco. Rompen relaciones sentimentales y laborables cuando se declaran competencia por la difusión de la canción "El Tutti".
En 2010 conoció a Giovanny López, un ecuatoriano con residencia en Nueva York, con quien mantuvo desde entonces una relación sentimental y laboral en el manejo de su carrera artística. En 2012 procrearon un hijo llamado Bryan Giovanny.

## Fallecimiento
Sharon la Hechicera había cumplido con varias presentaciones por las fiestas del Año nuevo y en la madrugada del 4 de enero de 2015 se encontraba retornando a su hogar.
Según las versiones de sus familiares y de la policía, Sharon se encontraba viajando con su pareja Giovanny López y con su hijo de dos años de edad. Alrededor de la 1:15 de la madrugada, en la localidad de San Pablo, Ruta del Sol, a la altura del destacamento de la Comisión de Tránsito del Ecuador, en la provincia de Santa Elena (Ecuador), Sharon fue empujada por su pareja y al recibir un golpe en el craneo fue la causa de su muerte.
La ambulancia del Cuerpo de Bomberos de Santa Elena trasladó a Sharon al hospital Liborio Panchana (de Santa Elena), donde ―a pesar de los esfuerzos de los médicos que la atendieron― falleció debido a los politraumatismos causados por el accidente de tránsito. Giovanny López quedó detenido para investigaciones unas horas (hasta las 6 de la mañana).
Según informes de la Policía Nacional, el vehículo que atropelló a la artista fue hallado durante la tarde, y de acuerdo a la Fiscalía General del Estado, se encontró en el sector de Puerto Hondo, cerca de Guayaquil, mientras que el fiscal encargado del caso, Patricio Centeno, dio a conocer que tres personas se encontraban en el vehículo y que deberán declarar ante los hechos.
El Ministro del Interior José Serrano Salgado en declaraciones mencionó que el caso podría tratarse de femicidio y no de un accidente, e indicó que la Dirección Nacional de Muertes Violentas de la Policía (Dinased) investiga el caso.

### Funeral
Alrededor de las 20:00 horas del 4 de enero de 2015, el cuerpo de Sharon fue trasladado a Guayaquil. Fue velada en el Coliseo Voltaire Paladines Polo, alrededor de las 23:00 por petición de los productores de TC Televisión y concedido por el Gobernador del Guayas, Rolando Panchana, con la asistencia de más de mil personas seguidoras de la cantante y amigos de la farándula como la presentadora de televisión Carolina Jaume, la cantante y exasambleísta Silvana Ibarra y su exesposo, el músico Gustavo Pacheco, la actriz Mercedes Payne y el diseñador Nino Touma, entre su hija Samantha junto a su padre y expareja de Sharon, Eduardo Grey.

### Femicidio
El abogado Héctor Vanegas, defensor de Samantha Grey, hija de Sharon, sostuvo que con el resultado del examen de alcoholemia practicado por elementos de criminalística a la fallecida cantante Sharon, se confirma que el caso debe ser investigado por femicidio. El juez de Garantías Penales de Salinas acogió el dictamen acusatorio emitido por la Fiscalía y llamó a juicio a Geovanny López, por el delito de femicidio en el grado de tentativa, en el proceso judicial Héctor Vanegas, señaló en ese momento que “el fiscal está acusando al señor Geovanny López como autor del delito”. Finalmente, el fiscal Jorge Torres explicó: “He acusado por femicidio en el grado de tentativa”. Se conoció que los abogados del acusado pidieron el sobreseimiento y la libertad de su defendido, pero esto no fue aceptado por el Tribunal. Al finalizar la audiencia, el abogado de la familia de la artista fallecida manifestó que presentará una apelación para que el detenido sea llamado a juicio por el delito de femicidio y no por tentativa de este delito.
Finalmente, el viudo de la artista fue condenado a 26 años de cárcel por el delito de femicidio.

## Novela biográfica
En 2018 Ecuavisa bajo la dirección de Peky Andino estreno la telenovela Sharon la Hechicera la cual narra su carrera y como ella se convierte en una de las figuras más mediáticas en el país. La historia de su vida, mientras era apenas una joven, hasta su camino al estrellato y su muerte, la telenovela es protagonizada por su hija Samantha Grey y la actriz María Fernanda Ríos.

## Discografía
Álbumes
- Corazón valiente (1998).
- Mi confesión (2000).
- Acaríciame (2001).
- Hechizo latino (2003).
- Ragga con La Hechicera (2005).
- La Cumbiamba (2006).

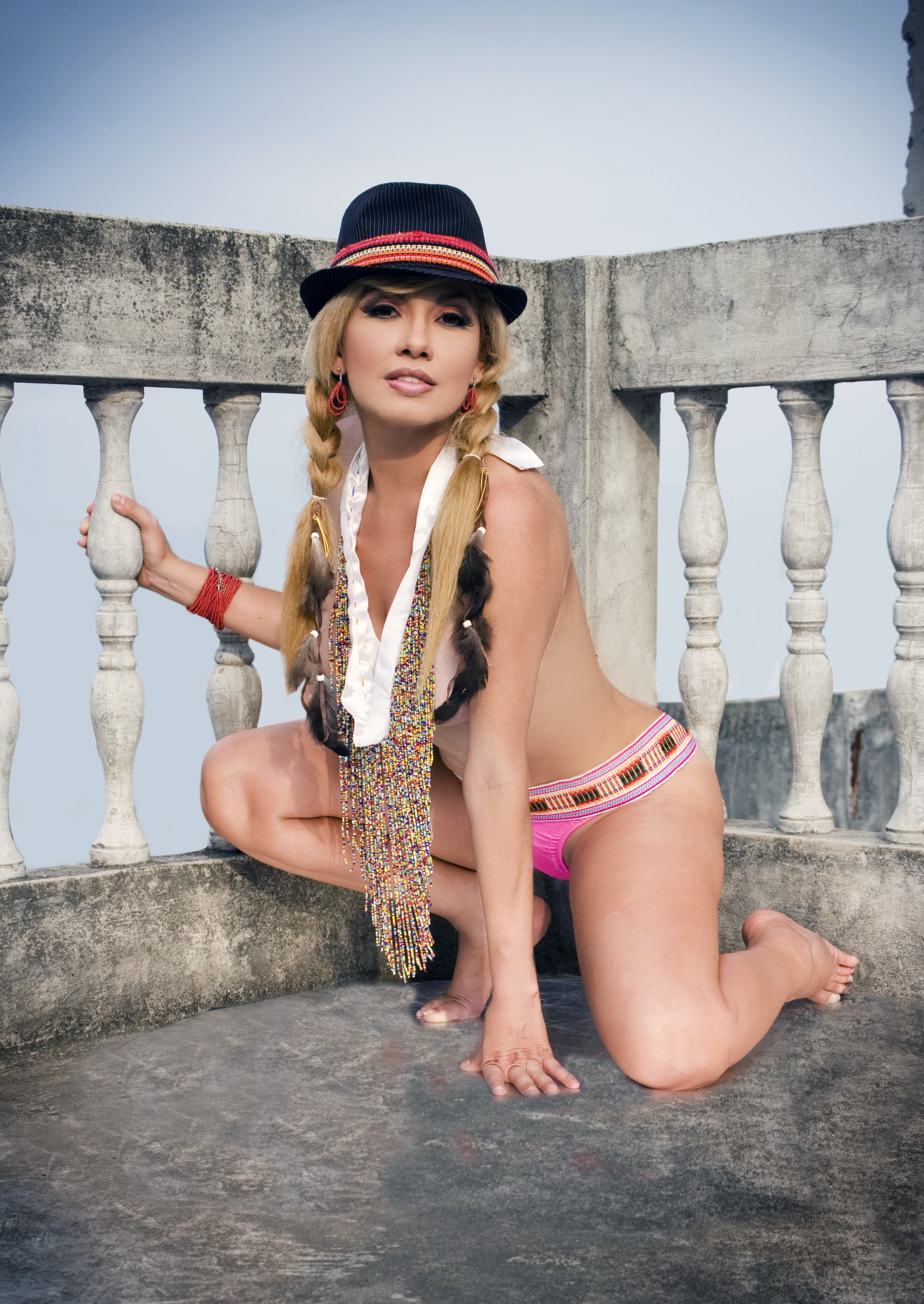
Sharon la Hechicera en 2010.

- El Show de Sharon y sus artistas (Álbum recopilatorio presentando a los grupos que manejaba como Leche y Chocolate, La Farra, entre otros)
- Poco a poco (2010).
- Corazón herido (2012).
  - «Corazón herido»
  - «Dolencias»
  - «Sin esperanzas»
  - «Que nadie sepa mi sufrir»

## Filmografía

### Series y telenovelas
- Lucho Libre (2010) - Dora
- El gabinete (2008) - María "Meche"
- Super Espías (2007) Agente Soyla
- La Hechicera (2003-2004) - Ziaré de Fátima Méndez
- De la vida real (1999-2000) - Varios Personajes

### Programas
- Calentando el show (2014) - Conductora
- Wena Onda (2013) - Animadora
- Baila la noche (2013) - Jurado
- Detectives de famosos (2013) - Presentadora
- El sabatón de Sharon (2006) - Animadora
- Sharon y los especialistas (2005) - Presentadora
- No culpes a la playa (2001)